# A Boarding School Romance
A Boarding School Romance è un cortometraggio muto del 1910. Il nome del regista non viene riportato nei credit del film, ambientato in un campus universitario.

## Produzione
Il film fu prodotto dalla Vitagraph Company of America.

## Distribuzione
Distribuito dalla General Film Company, il film - un cortometraggio in una bobina - uscì nelle sale cinematografiche statunitensi il 5 luglio 1910.